# Friedrich Heincke
Friedrich Heincke (født 6. januar 1852 i Hagenow, Mecklenburg, død 5. juni 1929) var en tysk zoolog og fiskerikyndig.

## Liv og virke
Heincke studerede naturvidenskab i Rostock, Leipzig og Kiel, blev 1873 assistent ved det zoologiske institut i Kiel, tog 1877 doktorgraden og virkede nu som privatdocent ved Universitetet i Kiel og som lærer ved den højere realskole indtil 1879, da han forflyttedes til den højere realskole i Oldenburg. Fra 1886 var han tillige sekretær ved "Sektion fur Kiisten- und Hochseefischerei des Deutschen Seefischerei-Vereins". I 1892 blev han professor og direktør for den nyoprettede, af ham skabte, kongelige preussiske biologiske anstalt på Helgoland, som han ledede med stor dygtighed til sin afsked 1921. Fra 1875 tog han på en fremtrædende måde del i de nordiske haves videnskabelige undersøgelse, særlig i Østersøens og Vesterhavets, dels som medarbejder ved "Deutsche Seefischerei-Verein", dels som leder af den biologiske anstalt og i tilknytning til de internationale havundersøgelser, i hvis oprettelse (1902) han havde væsentlig del. Særlig er der grund til at fremhæve hans fortrinlige og på et mægtigt statistisk grundlag hvilende arbejder om silden og rødspætten samt hans udvikling af metoderne til aldersbestemmelse ved hjælp af otoliter, skæl og knogler. 

## Forfatterskab
Af hans talrige arbejder kan foruden bearbejdelsen af fiskene og de lavere dyr i Martins Illustrierte Naturgeschichte (1882—84) nævnes: "Die Gobiidæ und Syngnathidæ der Ostsee nebst biologischen: Bemerkungen" (Wiegemanns Archiv für Naturgeschichte, I, 1880), "Die Varietäten des Herings", I—II (Bericht der Commission  für die wissenschaftliche Untersuchung der Deutschen Meere 1878—84), Die nutzbaren Tiere der nordischen Meere und die Bedingungen ihrer Existenz (1882), Die Fische der Ostsee (sammen med Karl August Möbius, 1883), "Die Fische Helgolands" (Wissenschaftliche Meeresuntersuchungen, Neue Folge, bind II 1897), "Naturgeschichte des Herings" (Abhandlungen des deutschen Seefischerei-Vereins, 1898), "Eier und Larven von Fischen der deutschen Bucht" (sammen med Ernst Ehrenbaum, Wissenschaftliche Meeresuntersuchungen, Abteilung Helgoland, III, 1900), "Die Eier und Jugendformen der Nutzfische in der Nord- und Ostsee und die Altersbestimmungen der Nutzfische"(Conseil permanent international pour l'exploration de la mer: Rapports et procèsverbaux des réunions. bind III, København 1905), "Untersuchungen über die Scholle. Generalbericht I. Schollenfischerei und Schonmassregeln" (en foreløbig beretning af 1912 sammesteds, bind XVI 1913 og den udførlige beretnings første del i bind XVII, 1913).